# 林さやか
林 さやか（はやし さやか、1984年3月8日 - ）は、かつて福岡県を拠点に活動していた元ローカルタレント。2007年12月までの旧芸名は林沙弥香（本名）。

## 人物
- 長崎県出身。長崎県立長崎北陽台高等学校卒業。弟が2人いる。
- 和装モデルとしての活動が多く、ブライダルショーやCMへの出演が多かった。
- 2012年4月より東京都在住。
- ローフードマイスターの資格を持っている。
- 2014年8月6日に雑誌編集者の男性と結婚。地元九州で結婚式を挙げた事をブログで発表。同月26日にブログで妊娠を発表し芸能活動を引退した。

## 出演

### テレビ番組
- ドォーモ（2009年3月18日 - 2012年3月31日、九州朝日放送） - リポーター
- 日経・朝のたまご＜アサタマ＞（2009年4月6日 - 12月31日、九州朝日放送）
- ピィース!（？ - 2005年11月、2006年10月2日 - 2007年3月、テレビ西日本）
- ももち浜ストア（テレビ西日本）
- ナ・ニ・ス・ル?（テレビ西日本）
- 夢空間スポーツ（福岡放送）
- AI VISION TV らんちゅう（テレビ西日本）

### テレビドラマ
- 暴れん坊将軍IV 60話（1992年、テレビ朝日） -  少女時代のお順 役
- 広域警察3（2012年11月17日、朝日放送） - 広島学院大学事務員 役

### オリジナルビデオ
- オタスケガール（2003年） - 沢田蓮実　役

### ラジオ
- ちんさや 〜電脳系FMラジオ（2008年4月4日 - 2009年3月27日、FM福岡） - パーソナリティ
  - ちんさや リターンズ（2010年8月7日 - 2012年3月31日、FM福岡） - パーソナリティ
- REALOVE RADIO（FM福岡） - パーソナリティ
- GO!GO!NEW KOREA（2009年5月2日 - 10月31日、FM福岡）
- アクティブイノベーション presents 解決！ワンステップ（2010年3月6日 - 、KBCラジオ）
- 9ヂカラ（2012年3月28日、KBCラジオ） - 水曜パーソナリティー
- 中村もときの通勤ラジオ（KBCラジオ） - コーナー担当
- あなたへモーニングコール（2013年1月13日 - 3月31日、TBSラジオ・RKBラジオ他） - 日曜パーソナリティー

### CM
- JR九州「鹿児島スイッチ」
- 東洋水産 マルちゃん バリうま ごぼ天うどん
- 福岡日産自動車販売

### 雑誌
- エギングマガジン イカ人（いかんちゅ） Vol.6（釣春秋社）2008年春夏号
- 週刊ヤングマガジン No.24（2013年、講談社） - 巻末グラビア
- 週刊プレイボーイ（2013年5月20日・27日発売号、集英社） - 記事・グラビア

### 舞台
- THE WINDS OF GOD - 宮下千穂 役 ※主に九州公演にて出演

## エピソード
- 所属事務所の公式プロフィールによると、ラテンダンスから油絵など多趣味であるという。
- 軟骨魚類（サメやエイ）オタクであり、パーソナリティを務めたちんさやではさめんちゅ（鮫人）というコーナーを設け、毎週サメ知識を披露していた。